# 네드 플랜더스
네드워드 "네드" 플랜더스 Jr.(Nedward "Ned" Flanders, Jr.)는 미국의 애니메이션 심슨 가족에서 등장하는 캐릭터로, 성우는 해리 시어러이다.

## 개요
플랜더스는 심슨 일가의 이웃이며, 호머 심슨이 혐오하는 대상이다. 호머 심슨은 그를 멍청한 플랜더스(stupid Flanders)라고 부르기도 한다.
그는 독실한 기독교 신자이며, 다소 과할 정도로 완벽한 가정을 꾸리고 있다. 스프링필드 주민들 중 가장 친절하고 동정심이 많은 성격으로, 스프링필드 주민들의 정신적인 지주이기도 하다.
그는 심슨 일가를 제외하고 해당 작품에 최초로 등장한 캐릭터이며, 몇몇 에피소드의 주역이기도 하다. 성인 플랜더스는 제작자인 맷 그레이닝의 고향인 오리건주 포틀랜드의 플랜더스 거리에서 따왔다.

## 같이 보기
- 심슨 가족
- 호머 심슨
- 에드나 크라버플